# Veritas (álbum)
Veritas es el undécimo álbum de estudio de la banda estadounidense de nu metal P.O.D. Fue lanzado el 3 de mayo de 2024 a través de Mascot Records. Es el primer álbum de la banda que no presenta al baterista Wuv Bernardo después de que hizo una pausa en 2021. Fue producido por el dúo de producción Heavy, que anteriormente había producido Circles (2018), y cuenta con apariciones especiales de Randy Blythe, Tatiana Shmaylyuk y Cove Reber.

## Antecedentes y lanzamiento
En agosto de 2021, el baterista Wuv Bernardo abandonó la etapa europea de la banda de la gira del 20 aniversario de Satellite y, como resultado, se fue, y luego aclaró que haría una pausa en la banda. El ex-baterista de Suicide Silence, Alex López, fue reclutado como baterista de gira. Después de espectáculos y festivales ocasionales, la banda lanzó el sencillo "Drop" con Randy Blythe el 21 de septiembre de 2023, anunciando el álbum y su título. El 30 de noviembre de 2023, se lanzó "Afraid to Die" con Tatiana Shmaylyuk, y cuando se lanzó "I Won't Bow Down" en enero de 2024, la banda anunció la fecha de lanzamiento del álbum.
En una entrevista con Loudwire, Sonny Sandoval sugirió que Veritas era uno de los mejores álbumes que la banda jamás haya hecho. Marcos Curiel expresó su satisfacción con el álbum en una entrevista con la revista Soundsphere después del lanzamiento del álbum, afirmando que "Ha habido algunos enemigos aquí y allá, pero es algo hermoso. Hicimos nuestro trabajo y provocamos una chispa, ya sea que ames o lo odias."

## Lista de canciones
Todas las letras escritas por Sonny Sandoval, toda la música compuesta por Sandoval, Marcos Curiel, Traa Daniels, Jordan Miller y Jason Bell. 
| N.º | Título                                              | Duración |  |
| 1.  | «Drop» (con Randy Blythe de Lamb of God)            | 3:11     |  |
| 2.  | «I Got That»                                        | 3:19     |  |
| 3.  | «Afraid to Die» (con Tatiana Shmaylyuk de Jinjer)   | 3:04     |  |
| 4.  | «Dead Right»                                        | 2:09     |  |
| 5.  | «Breaking»                                          | 4:07     |  |
| 6.  | «Lay Me Down (Roo's Song)»                          | 3:27     |  |
| 7.  | «I Won't Bow Down»                                  | 2:41     |  |
| 8.  | «This Is My Life» (con Cove Reber de Dead American) | 2:58     |  |
| 9.  | «Lies We Tell Ourselves»                            | 3:28     |  |
| 10. | «We Are One (Our Struggle)»                         | 2:50     |  |
| 11. | «Feeling Strange»                                   | 3:41     |  |

## Personal
P.O.D.
- Sonny Sandoval - voz líder
- Traa Daniels - bajo eléctrico, coros
- Marcos Curiel - guitarra, coros

Músicos adicionales
- Randy Blythe: voz (pista 1).
- Tatiana Shmaylyuk: voz (pista 3).
- Cove Reber: voz (pista 8).